# Cerámica Anaranjado San Martín
La cerámica del grupo Anaranjado San Martín es un tipo de producción alfarera característico de la época de mayor florecimiento de Teotihuacán, un centro ceremonial ubicado en el noreste del valle de México. Durante el período Clásico (siglo II-siglo VIII), en Teotihuacán se empleaban diversos tipos de cerámica, algunos de ellos importados de otras zonas con presencia teotihuacana, como el grupo Anaranjado Delgado procedente del sur de Puebla. Otros, como el Anaranjado San Martín, fueron de producción local.
Los objetos manufacturados con esta técnica fueron empleados para uso diario. Se trata de un material muy resistente y apropiado para el uso continuo, a diferencia de la cerámica Anaranjado Delgado, que era un artículo de lujo. De acuerdo con las indagaciones arqueológicas, la técnica para producir Anaranjado San Martín es muy similar a la que emplean los alfareros de Acatlán de Osorio (Puebla). Los objetos se modelaban mediante el empleo de moldes, una técnica muy propia de Mesoamérica donde no se conoció el torno mecánico. Para evitar que la pasta de barro se pegara a los moldes, estos tenían superficier rugosas, por lo que después era necesario afinar el terminado de los objetos, del mismo modo que se hace actualmente en la Mixteca Poblana.